# 宮城郡

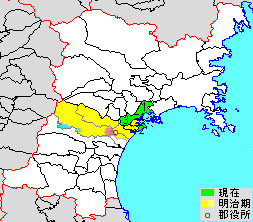
宮城縣宮城郡的範圍

宮城郡（日语：／ Miyagi gun */?）是過去陸奧國與陸前國所屬，現屬宮城縣的一郡。
人口69,518人、面積112.06 km²（2005年）。
現轄有以下3町
- 松島町
- 七濱町
- 利府町